# Näshulta kvarn

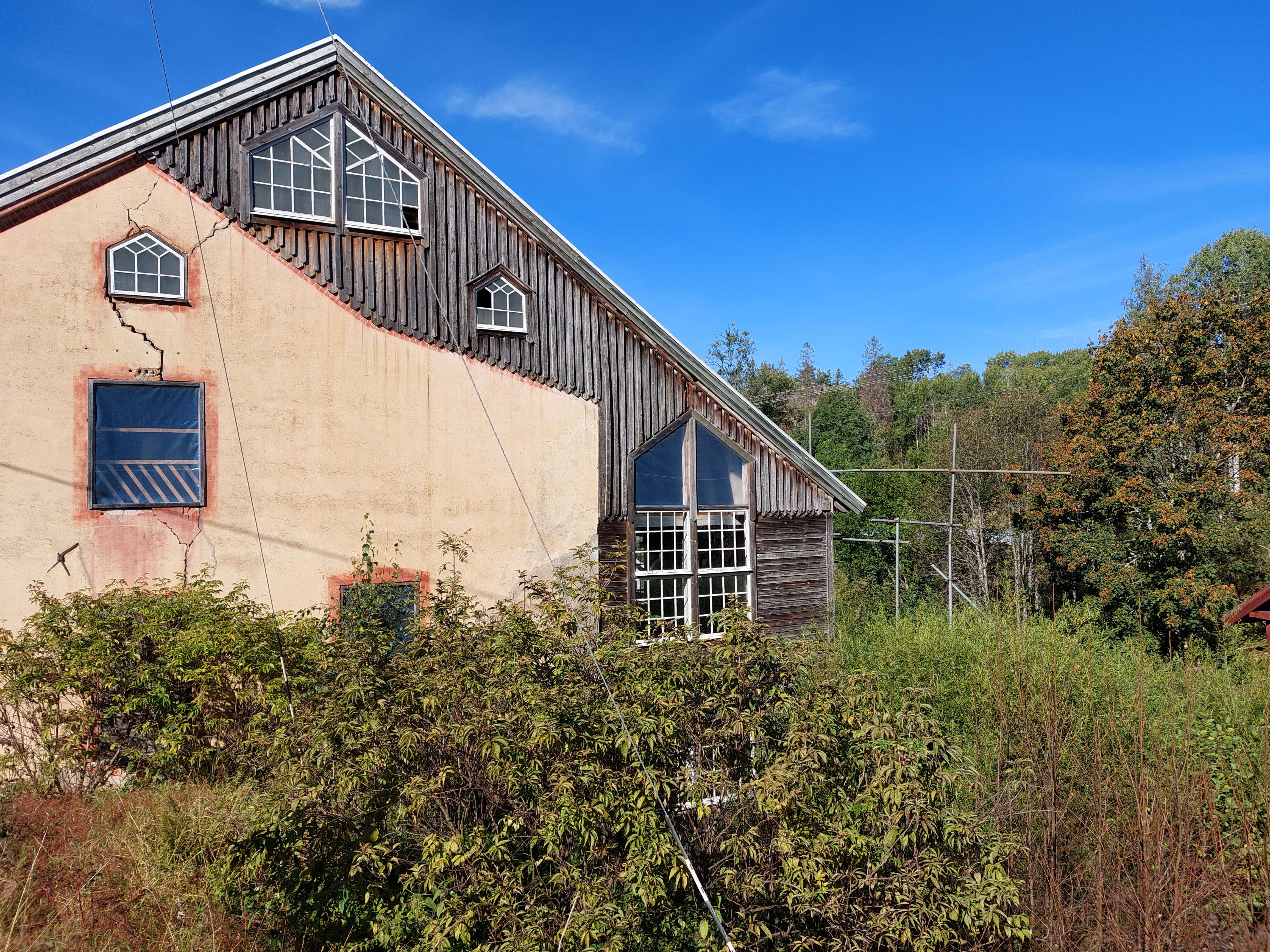
Näshulta kvarn, år 2024.

Näshulta kvarn är en hjulkvarn i Näshulta socken, Eskilstuna kommun vid Näshultaån.

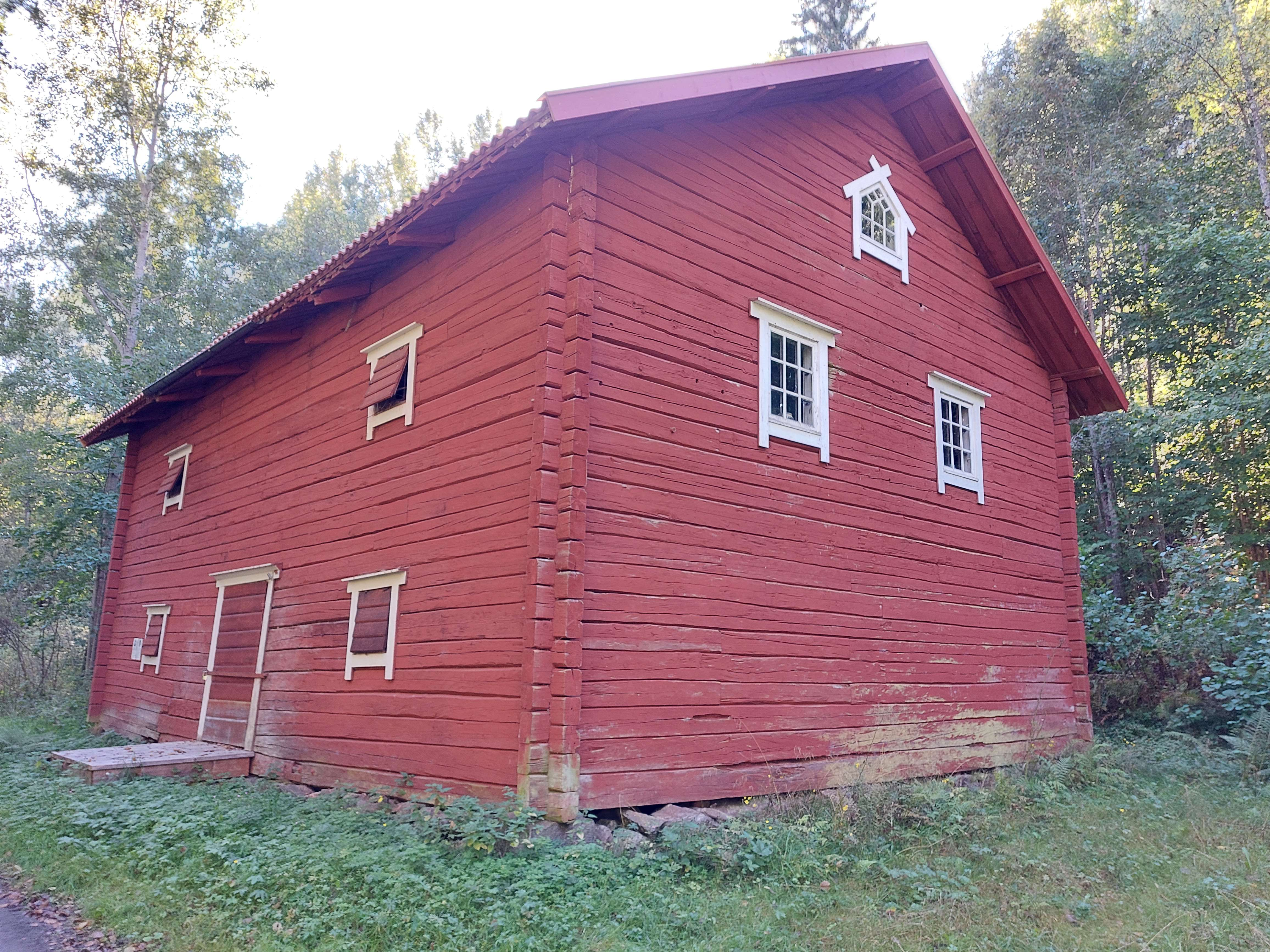
Kvarnmagasinet, år 2024.

Fallen vid Näshultaåns utlopp i Hjälmaren utnyttjades redan under 1200-talet för flera mjölkvarnar, kallade Näsna kvarnar. Fallet har även utnyttjats för andra ändamål som vattensåg, vid ett tegelbruk, en tjärfabrik och för ett vattenkraftverk, liksom för Näshulta bruk. Näshulta kvarn flyttades till sin nuvarande plats på 1600-talet. Den äldsta delarna av nuvarande kvarn uppfördes på 1780-talet då kvarnhuset byggdes om och fick tre par stenar. År 1863 monterades ett grynverk från Munktells Mekaniska Verkstad och verksamheten utvidgades för att inte bara betjäna Näshulta socken utan även Husby-Rekarne socken, Gillberga socken och Öja socken. Kvarnen utvidgades 1873 ytterligare med delar uppförda i omålat trä med småspröjsade spetsbågiga fönster. Verksamheten lades ned 1951.
En vattensåg omtalas på platsen 1683 och sågen var i drift fram till 1943. Till kvarn och såg hörde även bostäder, och söder om kvarnen finns ännu två bostadshus kvar. Det större uppfört omkring 1800 i klassicistisk stil är kraftigt ombyggt och fungerade först som mjölnarbostad och senare som sågarbostad.
Tillhörande magasin är troligen uppfört på 1780-talet. Under krigsåren användes magasinet för beredskapslagring av spannmål.